# ヘンダーソン基地艦砲射撃
ヘンダーソン基地艦砲射撃（ヘンダーソンきちかんぽうしゃげき）は、太平洋戦争中の1942年（昭和17年）10月13日から翌朝にかけて行われた日本海軍によるガダルカナル島のアメリカ軍飛行場・ヘンダーソン基地への夜間砲撃である。

## 概要
戦艦金剛、榛名を主力とした第二次挺身攻撃隊（指揮官：栗田健男中将（第三戦隊司令官））が、ガダルカナル島に夜間艦砲射撃を実施、明け方まで砲撃を続けてヘンダーソン飛行場の第一滑走路および航空機に対して損害を与えた。

## 背景
日本軍がガダルカナル島攻撃を実施するにあたって、輸送船で大規模な増援を送る必要があった。日本軍の航空隊は損害により消耗しており、ヘンダーソン飛行場に展開する米軍航空機に攻撃されて増援輸送が失敗する危険があったため、艦砲射撃でヘンダーソン飛行場に損害を与え、その間に増援の輸送を行うことを計画した。
アメリカ軍の航空攻撃を回避して最大限の打撃を与えるために、艦砲射撃部隊は金剛型の高速戦艦を主力とした。実施部隊である第三戦隊司令官の栗田健男中将は、危険が大き過ぎると作戦に反対したが、山本五十六連合艦隊司令長官に「ならば自分が大和で出て指揮を執る」と言われて引き受けた。作戦の当時に初めて栗田と会った奥宮正武によれば、栗田は首席参謀の有田雄三中佐と共に強い自信を示していた。

## 第二次挺身攻撃隊
- 司令官：栗田健男中将（第三戦隊司令官）
- (1) 艦砲射撃隊
  - 第三戦隊　戦艦金剛（旗艦）、榛名
- (2) 直衛隊
  - 第十五駆逐隊　駆逐艦親潮、黒潮、早潮
  - 第二十四駆逐隊　駆逐艦海風、江風、涼風
- (3) 前路警戒隊
  - 第二水雷戦隊　軽巡洋艦五十鈴（旗艦）
  - 第三十一駆逐隊　駆逐艦高波、巻波、長波

第二航空戦隊の空母隼鷹、飛鷹も11日にトラック島を出撃し、常時6機の零式艦上戦闘機を上空直衛機として第二次挺身攻撃隊上空に配備した。
外南洋部隊の命令により、支援部隊の重巡洋艦青葉を旗艦に衣笠と古鷹からなる第六戦隊は、飛行場砲撃の準備を整えてサボ島の沖合に進撃した。青葉は地上攻撃用の特殊砲弾を装填しており、本作戦はアメリカ軍基地飛行場射撃の効果を確認する意味合いがあった。

## 本作戦以前
1. 8月24日夜半、基幹兵力：睦月、弥生、磯風、陽炎、江風。砲撃成功、詳細は第二次ソロモン海戦。
2. 9月2日夜半、基幹兵力：吹雪、白雪、天霧。砲撃成功。
3. 9月4日夜半、基幹兵力：夕立、初雪、叢雲。砲撃成功。
4. 9月12日夜半、基幹兵力：川内など。砲撃成功（ガダルカナル島の戦い#第一次総攻撃）。

## 戦闘経過
1942年（昭和17年）10月11日、第二次挺身攻撃隊　トラック島出撃。10月12日、ルンガ沖に軽巡洋艦1、駆逐艦7、大型輸送船2隻という航空隊の報告を受けた。
10月13日朝、南進を続ける第二次挺身攻撃隊に悪い知らせが届いた。先に出撃した第一次挺身攻撃隊の重巡洋艦3隻が、ガダルカナル島に向かう途中、サボ島沖で連合軍艦隊のアメリカ巡洋艦隊に待ち伏せされ、重巡古鷹、駆逐艦吹雪が沈没し、重巡青葉も大破した（サボ島沖海戦）。ラバウルの第十一航空艦隊から、ガダルカナル島にいないはずの、輸送船2隻、駆逐艦2隻からなるアメリカ艦隊と支援艦隊が同方面へ進行中、との報告も届いた。
10月13日夕刻に、第二航空戦隊の上空直衛機6機が空母へ帰艦し、第二次挺身攻撃隊は28ノットの高速でガダルカナル島へ進撃した。
以下時系列は「昭和17年10月5日～昭和17年10月14日　挺身攻撃隊記録（第三戦隊.金剛.榛名のガ島飛行場砲撃）」による。
- 13日20時30分、総員戦闘配置完了。
- 22時38分、エスペランス岬に海軍陸戦隊によるかがり火を確認。
夜戦のため、エスペランス岬、タサファロング岬、クルツ岬の計3か所に灯したかがり火を目標に、三角法で測距して飛行場の位置を割り出す作戦が事前に進められた。
- 23時00分、クルツ岬を右13度8kmに見て、艦隊進路130度に変針。
- 23時17分、栗田司令官、射撃開始命令。
- 23時33分、空中班の重巡古鷹、衣笠の零式水上偵察機が、ヘンダーソン飛行場上空から赤、白、緑の吊光弾を投下して攻撃目標を示した。
- 23時37分、砲撃開始。金剛、新型三式弾104発を交互射撃。
- 23時38分、榛名、対空用零式弾189発を交互射撃。
- 23時46分、ルンガ岬に配置するアメリカ海兵隊が探照灯で金剛を発見し、報復射撃を開始。
沿岸に配置していた12.7cm砲6門で金剛を狙ったが、射程9,000メートルで金剛に届かず、手前の駆逐艦を狙うも命中弾は無かった。
- 23時53分、金剛、榛名、探照灯に対し副砲で反撃。
- 23時57分、三式弾を撃ち尽くす。
- 14日00時13分、全艦、取り舵反転。
- 00時20分、砲撃再開、金剛、榛名ともに徹甲弾の一式弾を射撃開始。
三式弾、零式弾共に打ち尽くし、徹甲弾に変更している。
- 00時27分、敵魚雷発見の報を受け、右45度に艦隊進路変更。
- 00時33分、魚雷発見は誤認とわかり、艦隊進路を元に戻す。
- 00時50分、アメリカ軍の魚雷艇1隻を、前路警戒隊の駆逐艦長波が発見し、撃破。
- 00時56分、全艦に「撃ち方・止め」の命令。転舵、面舵3度、最大戦速29ノットで戦線より離脱開始。
- 01時22分、敵魚雷艇発見。長波が魚雷艇3隻を撃退。
- 04時48分、第二航空戦隊の零戦、第三戦隊の上空直衛を開始。
- 12時00分、前進部隊本隊に合流。

## 戦果と影響
10月14日0時56分の「撃ち方・止め」までの間に金剛は三式弾104発、徹甲弾（一式弾）331発、副砲27発の計462発。榛名は零式弾189発、徹甲弾294発、副砲21発の計504発。両艦合わせて計966発の艦砲射撃を実施した。この際、榛名において弾薬庫員9名が熱射病で倒れ、1名が死亡した。
第三戦隊の砲撃により、ヘンダーソン飛行場は火の海と化し各所で誘爆も発生した。96機あった航空機のうち54機が被害を受け、ガソリンタンクも炎上した。攻撃目標となった第一飛行場の滑走路は徹甲弾による大きな穴が開き、一時使用不能となった。しかし、小規模ではあるが戦闘機用の第二飛行場が本攻撃の少し前に完成しており、飛行場としての機能は消滅していなかった。
10月15日に実施された第二師団揚陸作戦に対し、第二飛行場から出撃したアメリカ軍航空機の攻撃で日本の輸送船団は大きな損害を受け、重砲と弾薬の多くを失った。戦闘詳報においても「戦艦主砲を以てしても所在飛行機を一機も残さず撃破することは困難なり」と報告している。
10月15日、米軍現地司令部は「日本軍から強力な圧力を受けているので、海兵隊がガ島を持ちこたえることができるかどうか不安である」と太平洋艦隊司令長官ニミッツ大将に報告している。
10月18日、ガダルカナル島指揮官ヴァンデグリフト少将は南太平洋方面軍司令官ハルゼー中将に対し「空襲と夜間砲撃により航空機のほとんどが破壊され、戦闘に疲れ果てマラリアと少ない食料、それに夜間砲撃で衰弱しているため、素早い航空及び陸上部隊の増援が必要であること」等を報告した。
10月24日、ルーズベルト大統領は、統合幕僚長会議にガダルカナル島への増援を指示した。
日本陸海軍共に小規模な新設滑走路の完成を偵察により察知できていなかった事、すなわち正確な情報の収集・分析、そして明確な攻撃目標の策定と兵力集中の実施不足が、戦術的成功（飛行場砲撃成功）および戦略的失敗（上陸部隊への攻撃阻止失敗）の原因であった。

## その後の戦闘
10月13日21時、第八艦隊長官の三川中将は重巡鳥海とサボ島沖海戦から生還した重巡衣笠、駆逐艦天霧、望月を率いてショートランド泊地から出撃、輸送船団を護衛しつつガダルカナル島へ接近した。14日深夜、鳥海、衣笠は飛行場に対し20cm砲弾752発を発射した。
10月14日、増援部隊指揮官橋本信太郎第三水雷戦隊司令官指揮下のもと、軽巡3隻（川内、由良、龍田）と駆逐艦4隻（朝雲、白雪、暁、雷）がそれぞれガダルカナル島への揚陸に成功した。翌日、秋月、村雨、五月雨、夕立、春雨、時雨、白露、有明等の護衛による輸送船団6隻は、ヘンダーソン飛行場から飛び立ったアメリカ軍機の空襲で輸送船3隻（笹子丸、九州丸、吾妻山丸）が座礁するもかろうじて輸送任務に成功したが、日中のアメリカ軍の艦砲射撃やヘンダーソン飛行場からのアメリカ軍機の空襲により、揚陸地点に集積されていた物資は大部分を焼き払われた。
10月15日夜、第五戦隊の重巡洋艦妙高、摩耶、第二水雷戦隊（軽巡五十鈴、第三十一駆逐隊《高波、巻波、長波》、第二十四駆逐隊《海風、江風、涼風》）がガダルカナル島ヘンダーソン基地への艦砲射撃を実施し、妙高は20cm主砲463発、摩耶は450発を発射した。
10月16日、連合艦隊は水上機母艦日進、千歳、千代田による輸送を止め、軽巡洋艦および駆逐艦での輸送を下令、日本陸軍ガ島総攻撃前の最後の輸送作戦とした。これを受けて軽巡洋艦戦隊（川内、由良、龍田）と第四水雷戦隊（旗艦秋月）、同水雷戦隊第1小隊（第九駆逐隊《朝雲》、第十一駆逐隊《白雪》、第六駆逐隊《暁、雷》）、第2小隊（第二駆逐隊《村雨、夕立、春雨、五月雨》）、第3小隊（第十九駆逐隊《浦波、敷波、綾波》）、第4小隊（第二十七駆逐隊《時雨、白露、有明》）による輸送作戦（陸兵2159名、野砲6門、速射砲12門、軍需物資）が行われることになった。17日午前2時-4時に各隊は漸次ショートランド泊地を出撃すると、20時40分から22時にかけてガダルカナル島に到着し軽巡戦隊はエスペランス岬で、水雷戦隊はタサファロンガ岬でそれぞれ揚陸に成功した。また、サボ島沖海戦で沈没した駆逐艦吹雪の乗組員8名を含む231名を救助した。各隊が揚陸を行う間、村雨と時雨は揚陸作戦中の哨戒を担当したのちヘンダーソン飛行場に、時雨100発、村雨60発を艦砲射撃した。帰途、軽巡由良がアメリカ潜水艦の雷撃により魚雷1本が命中するも不発で、増援部隊はそれ以上の被害を出すことなく10月18日9時30分にショートランド泊地に帰着した。

## 関連作品
- 映画
  - 聯合艦隊司令長官　山本五十六　-太平洋戦争70年目の真実- - 2011年の日本映画。
- テレビドラマ
  - ザ・パシフィック - アメリカのテレビシリーズ。
- 漫画
  - 蒼空の咆哮 - ヘンダーソン基地艦砲射撃を含む、ガダルカナル島の戦いをヘンダーソン基地に所属するアメリカ軍のパイロット視点で描かれたものが一部あった。
- ゲーム
  - 蒼の英雄